# Sully-la-Chapelle
Sully-la-Chapelle is een gemeente in het Franse departement Loiret (regio Centre-Val de Loire) en telt 372 inwoners (2004). De plaats maakt deel uit van het arrondissement Orléans. In de periode van de Franse Revolutie heette het dorp tijdelijk Sully-le-Peletier.

## Geografie
De oppervlakte van Sully-la-Chapelle bedraagt 26,4 km², de bevolkingsdichtheid is 14,1 inwoners per km².
De onderstaande kaart toont de ligging van Sully-la-Chapelle met de belangrijkste infrastructuur en aangrenzende gemeenten.

## Demografie
Onderstaande figuur toont het verloop van het inwonertal (bron: INSEE-tellingen).